# 화웨이 앱갤러리
화웨이 앱갤러리(Huawei AppGallery) 또는 약칭 앱갤러리(AppGallery)는 화웨이 테크놀로지스에서 개발한 패키지 관리자이자 애플리케이션 배급 플랫폼 또는 마켓플레이스 '앱 스토어'이다. 이는 훙멍, 화웨이 EMUI를 실행하는 장치의 공식 앱 스토어 역할을 한다. 마이크로소프트 윈도우 11도 지원한다.
2022년에는 월간 활동 사용자 5억 8천만 명이 앱갤러리를 사용했다.

## 역사
화웨이 앱갤러리는 2011년 중국에서 출시되었으며 2018년에는 전 세계적으로 출시되었다.
2019년 5월, 화웨이는 미국 상무부의 법인 목록에 추가되어 회사의 소프트웨어 제품이 구글 모바일 서비스(GMS), 구글 플레이 스토어 및 기타 애플리케이션에 접근하는 것을 금지했다. 결과적으로 화웨이는 자체 앱갤러리를 갖춘 새로운 장치를 출시하기 시작했다. 이 앱은 자체 독점 화웨이 모바일 서비스(HMS)로 프로그래밍되었다.
미국의 금지 조치 직후인 2019년 8월 9일, 화웨이는 아너 비전 및 비전 S용 스마트 TV에 처음으로 훙멍 운영체제를 출시했다. 2019년 앱갤러리에는 HMS를 사용하는 안드로이드 앱이 45,000개 있었다.
2020년 3분기 동안 앱갤러리의 앱 다운로드 횟수는 3,500억 건에 달했다. 2020년에 앱갤러리는 170개 이상의 국가 및 지역에서 4억 9천만 명의 사용자를 보유했으며, 2021년 3월 1일 기준으로 앱갤러리의 활동 사용자는 5억 3천만 명이 넘었다.
그런 다음 2021년 6월 2일 화웨이는 자체 스마트폰과 태블릿에 앱갤러리가 사전 설치된 훙멍 운영체제 2.0을 출시했다. 약 일주일 후, 화웨이는 훙멍 운영체제 앱과 호환 가능한 안드로이드 앱을 추천하기 위해 앱갤러리에 별도의 훙멍 운영체제 섹션을 개설했다. 훙멍 운영체제용으로 특별히 제작된 앱에는 앱 아이콘 오른쪽 모서리에 작은 "HMOS" 배지가 표시되어 있다.
2022년 7월 27일 훙멍 운영체제 3 이벤트에서 화웨이는 HMS 생태계의 글로벌 개발자가 2020년 약 160만 명에서 540만 명으로 늘어났다고 밝혔다. 2022년 10월 앱갤러리의 월간 활동 사용자 수는 5억 8천만 명에 달했다.
2024년 1월 18일 훙멍 운영체제 생태계 개발 행사에서 화웨이의 디바이스 클라우드 사장은 훙멍 운영체제 NEXT 소프트웨어 시스템이 훙멍 운영체제 개발의 두 번째 단계라고 발표했다. 2024년 말까지 회사는 훙멍 운영체제 앱갤러리에 5,000개의 기본 앱이 추가로 출시될 것으로 예상하고 있으며 가까운 시일 내에 훙멍 운영체제용 기본 앱이 500,000개를 초과할 것으로 기대하고 있다.

## 앱 수
2020년에 앱갤러리에는 96,000개 이상의 앱과 50,000개 이상의 HMS 지원 앱이 있었다. 2021년 화웨이의 "Apps Up" 이벤트에서 회사는 134,000개의 앱이 하모니 플랫폼(화웨이 모바일 서비스 사용)을 기반으로 구축되고 있다고 발표했다. 2022년 10월까지 앱갤러리는 220,000개가 넘는 HMS 기반 안드로이드 앱을 보유한 세계 최고의 앱 시장 중 하나로 자리매김했다.

## 같이 보기
- 구글 플레이
- 앱 스토어 (iOS/iPadOS)
- EMUI
- 훙멍